# Fernando Rey
Fernando Rey (født 20. september 1917 - død 9. marts 1994) var en spansk skuespiller. Han var bedst kendt for sin rolle som Alain Charnier i The French Connection fra (1971), og efterfølgeren French Connection II fra (1975).